# Household Cavalry
Household Cavalry je administrativni korpus Britanske kopenske vojske, ki ga sestavljata dva najstarejša polka: Life Guards in Blues and Royals.
Medtem ko je oklepni polk nastanjen v vojašnici Combermere (Windsor), pa je ceremonialna konjeniška enota nastanjena v vojašnici Knightsbridge (London). 

## Zgodovina
24. julija 1815 je takratni princ regent razglasil, da bo sam postal častni polkovnik obeh polkov, ki sta se odlikovala v bitki pri Waterlooju.

## Pripadniki
Častni polkovniki.
- Princ regent/Jurij IV.: julij 1815 - junij 1830
- Vilijam IV. Britanski: junij 1830 - junij 1837
- Prince of Wales (predstavnik kraljice Viktorije): junij 1837 - januar 1901
- Edvard VII. Britanski: januar 1901 - maj 1910
- Jurij V. Britanski: maj 1910 - januar 1936
- Edvard VIII. Britanski: januar - december 1936
- Jurij VI. Britanski: december 1936 - april 1952
- Elizabeta II. Britanska: april 1952 - 8. september 2022

Znani pripadniki
- Craig Harrison[3][4]